# Bahnhof Epfenhausen
Der Bahnhof Epfenhausen war eine Betriebsstelle der Bahnstrecke München–Buchloe im Ortsteil Epfenhausen der oberbayerischen Gemeinde Penzing. Die Königlich Bayerischen Staatseisenbahnen nahmen ihn 1873 in Betrieb. 1936 erweiterte die Deutsche Reichsbahn den Bahnhof um einen Gleisanschluss zum Fliegerhorst Landsberg/Lech. 1985 wurde der Personenverkehr und 1994 der örtliche Güterverkehr in Epfenhausen eingestellt. In der Folge baute die Deutsche Bahn den Bahnhof zu einer Ausweichanschlussstelle zurück.

## Lage
Der Bahnhof lag in der Gemeinde Penzing zwischen den durch die Bahnstrecke getrennten Ortsteilen Untermühlhausen im Süden und Epfenhausen im Nordwesten. Das Empfangsgebäude steht nördlich der Gleisanlagen an der Bahnhofstraße, die den Bahnhof an den nördlich der Strecke gelegenen Ort Epfenhausen anbindet. Die Betriebsgebäude des Bahnhofs stehen außerhalb des Ortsgebiets, die nächsten Gebäude sind etwa 150 Meter entfernt. Im Westen des Bahnhofs unterquert die Burgstallstraße die Gleise durch eine Unterführung und schließt den Bahnhof an den Ort Untermühlhausen an. Etwa 600 Meter weiter westlich unterquert die Staatsstraße 2052 die Bahngleise. Zwischen beiden Straßenunterführungen überquert die Bahnstrecke den Verlorenen Bach, einen Abschnitt der Friedberger Ach.
Der Bahnhof befand sich bei Kilometer 21,212 der zweigleisigen Hauptbahn von München nach Buchloe (Streckennummer 5520), die auch als Allgäubahn bezeichnet wird. Die Anschlussbahn zum Fliegerhorst Landsberg/Lech zweigte ursprünglich am Westende des Bahnhofs nach Süden ab. Seit dem Rückbau des Bahnhofs zur Ausweichanschlussstelle zweigt sie östlich des Empfangsgebäudes aus dem Streckengleis Richtung München ab.

## Geschichte
Am 9. April 1869 verabschiedete der Bayerische Landtag das Gesetz zum Bau einer Bahnstrecke von München nach Memmingen, die in Buchloe an die Ludwigs-Süd-Nord-Bahn anschließen sollte. In der Vorplanung war in Epfenhausen keine Station vorgesehen. Aufgrund der Forderung der Gemeinde Epfenhausen sowie zwölf umliegender Gemeinden, die zusammen eine Einwohnerzahl von über 4.500 aufwiesen, willigten die Königlich Bayerischen Verkehrsanstalten schließlich in den Bau des Bahnhofs ein. Ende 1869 begannen die Bauarbeiten für die Bahnstrecke von München nach Buchloe. Am 1. Mai 1873 eröffneten die Königlich Bayerischen Staatseisenbahnen die Strecke und den Durchgangsbahnhof Epfenhausen.

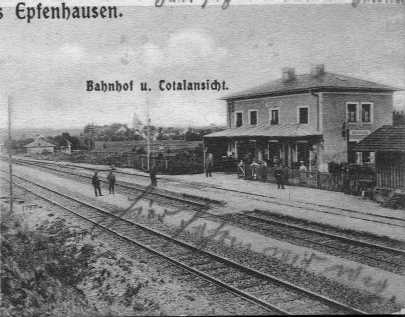
Empfangsgebäude und Schüttbahnsteige 1910

Der Epfenhausener Bahnhof verfügte über ein zweigeschossiges Empfangsgebäude mit Walmdach. Östlich des Gebäudes wurde ein Güterschuppen mit Laderampe errichtet. Es waren zwei Bahnsteiggleise mit Schüttbahnsteigen und ein Ladegleis vorhanden. 1891 errichteten die Bayerischen Staatsbahnen an der Südwestecke des Empfangsgebäudes einen hölzernen Anbau für das Stellwerk, das damals als Centralapparat bezeichnet wurde.
Von 1935 bis 1937 entstand südlich des Bahnhofs der Fliegerhorst Penzing. Zum Transport von Materialien und Flugbenzin wurde 1936 ein Gleisanschluss nach Penzing in Betrieb genommen, der in Epfenhausen von der Hauptbahn München–Buchloe abzweigt. Die Gleisanlagen im Bahnhofsbereich wurden umgebaut, sodass Güterzugfahrten zum Fliegerhorst häufiger möglich waren. Der Bahnhof erhielt südlich der bisherigen Gleisanlagen ein viertes, bahnsteigloses Gleis für die Güterzüge nach Penzing. Da die Bedeutung des Bahnhofs im Personen- und Güterverkehr deutlich zunahm, modernisierte und erweiterte die Deutsche Reichsbahn von 1937 bis 1938 das Empfangsgebäude. Der kleine hölzerne Stellwerksvorbau wurde durch einen gemauerten Vorbau auf ganzer Länge des Gebäudes ersetzt. Auf der Westseite entstand ein langer eingeschossiger Anbau mit überdachter offener Wartehalle auf der Gleisseite. Das Walmdach ersetzte die Reichsbahn durch ein Satteldach. Der bisherige Güterschuppen wurde abgebrochen und durch einen Neubau ersetzt. Im Zweiten Weltkrieg erlangte der Bahnhof durch das abzweigende Anschlussgleis eine größere Bedeutung.

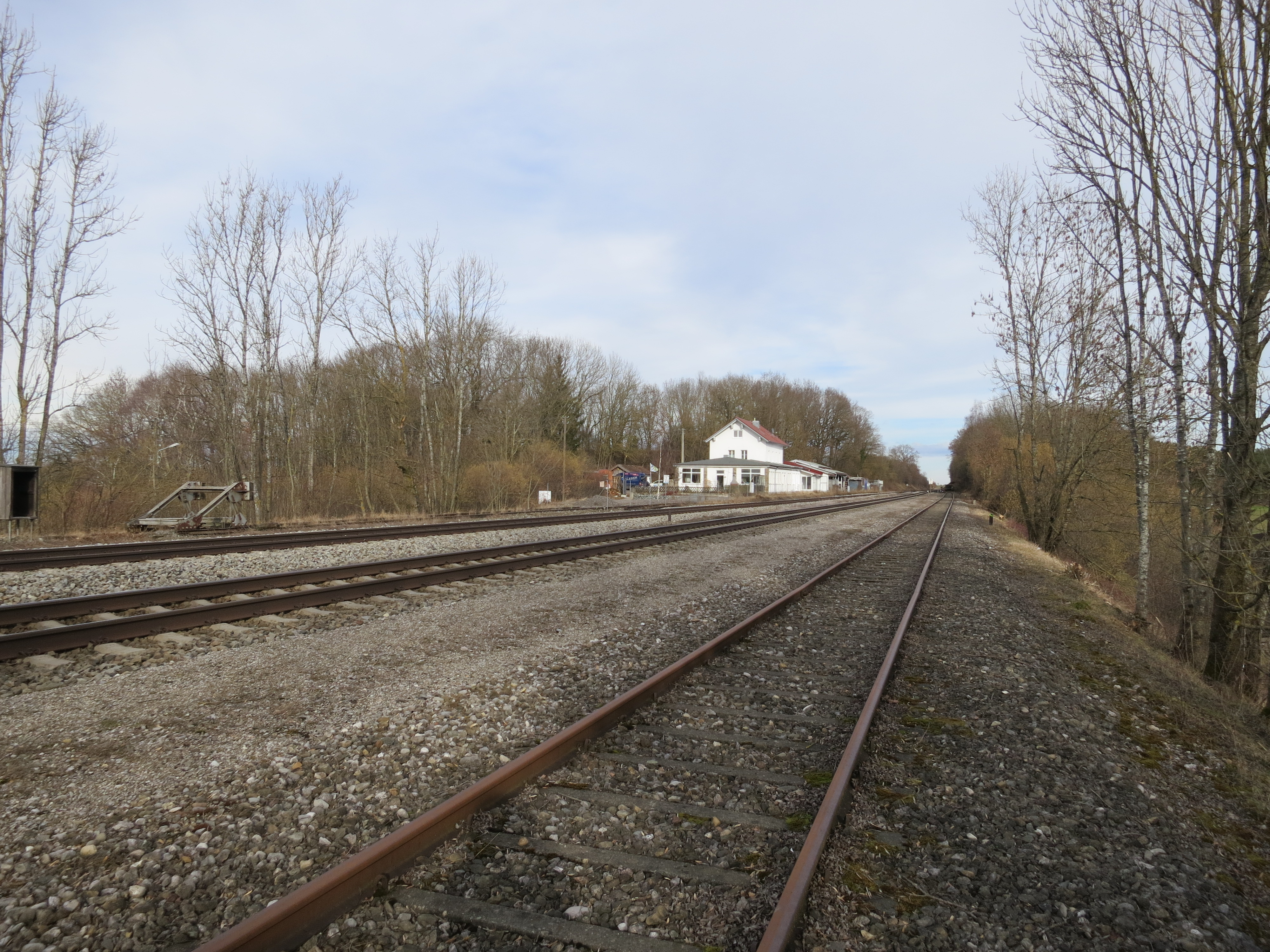
Gleisanlagen des Bahnhofs Epfenhausen 2014

In den 1960er und 1970er Jahren verkehrten auf dem Anschlussgleis nach Penzing täglich nichtöffentliche Personenzüge zur Anbindung des Fliegerhorsts. Ab den 1970er Jahren wurde der Bahnhof aufgrund der zurückgehenden Fahrgastzahlen von immer weniger Reisezügen bedient. 1979 legte die Deutsche Bundesbahn das mechanische Stellwerk in Epfenhausen still und stellte die Weichen und Signale des Bahnhofs fortan aus Kaufering fern. 1985 beschloss die Deutsche Bundesbahn die Entfernung der höhengleichen Gleisübergänge entlang der Hauptbahn, da diese bei einer Höchstgeschwindigkeit von bis zu 140 km/h ein zu großes Unfallrisiko darstellten. Der Bau einer Bahnsteigunterführung wäre im bereits zuvor unwirtschaftlichen Bahnhof Epfenhausen mit seinen geringen Fahrgastzahlen jedoch zu kostenintensiv gewesen. Daher stellte die DB am 29. Mai 1985 den Personenverkehr in Epfenhausen ein. Seitdem ist der Bahnhof nicht mehr besetzt.
Ende der 1980er Jahre wurde der regelmäßige Güterverkehr auf dem Anschlussgleis beendet, seitdem wird der Anschluss nur noch sporadisch bedient. 1994 stellte die Deutsche Bahn den örtlichen Güterverkehr des Bahnhofs ein. Das Ladegleis wurde einige Jahre später durch Ausbau der Weichen stillgelegt und 2002 teilweise abgebaut. Anfang 2005 verkaufte die Deutsche Bahn das Empfangsgebäude an eine Privatperson.

## Aufbau

### Empfangsgebäude
Das Empfangsgebäude von 1873 war ein zweigeschossiger gemauerter Bau mit Walmdach und hatte eine Grundfläche von 10,9 auf 17,4 Meter. Ähnliche Bahnhofsgebäude stehen in Grafrath und Türkheim. Im Erdgeschoss befanden sich sieben größere Räume, von denen drei als Wohnung genutzt wurde. In den restlichen waren der Warteraum, Diensträume und die Gepäckaufgabe untergebracht. Im ersten Stock befanden sich Wohnungen für Bahnbedienstete. Auf der Gleisseite des Gebäudes war auf ganzer Länge ein hölzernes Vordach angebracht. Fenster und Türen waren asymmetrisch angeordnet, die Fenstereinfassungen, die Gebäudeaußenkanten und der Bereich unterhalb des Dachansatzes waren mit Schmuckbändern aus hellem Stein versehen. Ab 1891 befand sich an der Südwestecke des Gebäudes unter dem Vordach ein kleiner hölzerner Stellwerksvorbau mit großen Sprossenfenstern.
In den Jahren 1937 und 1938 wurde das Empfangsgebäude grundlegend umgebaut und erweitert. Dabei wurde der bereits bei den Bahnhofsgebäuden der Ammerseebahn übliche Heimatstil verwendet. Das Empfangsgebäude hat seitdem anstatt des flachen Walmdachs ein steileres Satteldach. Auf der Gleisseite befindet sich auf ganzer Länge ein eingeschossiger gemauerter Vorbau mit Pultdach, der bis 1979 das mechanische Stellwerk der Einheitsbauart beherbergte. Auf der Westseite schließt ein ebenfalls eingeschossiger gemauerter Anbau an, in dem sich der Schalter- und Warteraum befand. Zwischen den beiden Anbauten war eine halboffene Wartehalle vorhanden, die durch eine hölzerne Bahnsteigsperre von den Bahnsteigen abgetrennt war. Der westliche Anbau und die Wartehalle waren von einem gemeinsamen Walmdach überdeckt, das im Bereich der Wartehalle von gemauerten und hölzernen Pfeilern gestützt wurde.
Nach der Einstellung des Personenverkehrs stand das nicht mehr besetzte Empfangsgebäude über längere Zeit leer und sein Zustand verschlechterte sich. 2005 wurde es an eine Privatperson verkauft und wird inzwischen zusammen mit dem ehemaligen Güterschuppen gewerblich genutzt. Dafür wurde das Gebäude umgebaut und mit einem neuen Satteldach mit größerem Überhang versehen. Die Wartehalle wurde zugemauert und in das Gebäude integriert, auf der Ostseite des Gebäudes wurde eine neue Außentreppe angebracht.

### Gleisanlagen

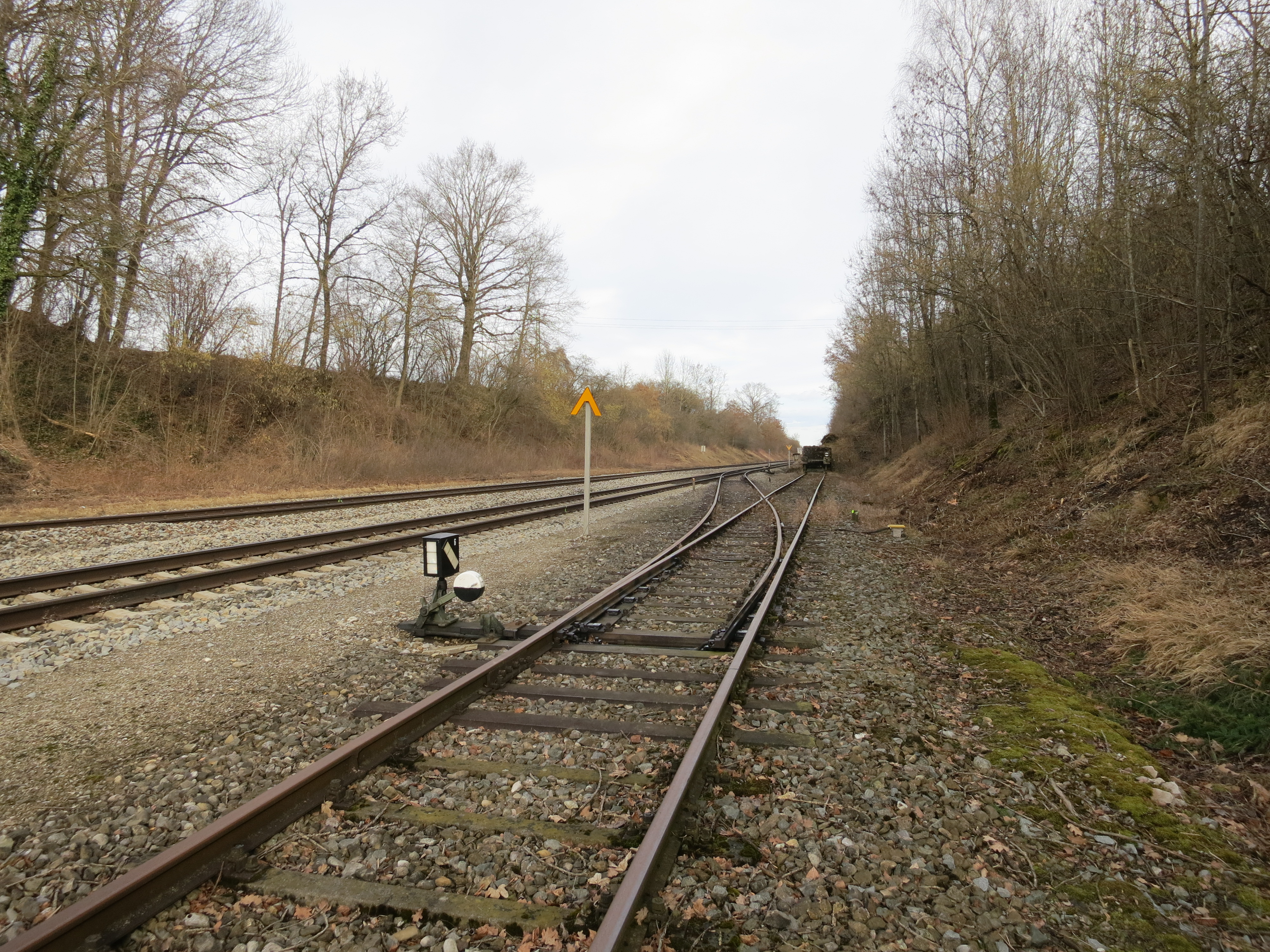
Handbetriebene Weiche des Anschlussgleises

Bei seiner Eröffnung hatte der Bahnhof Epfenhausen zwei Bahnsteiggleise, die mit als Schüttbahnsteige ausgeführten Zwischenbahnsteigen ausgestattet waren. Daneben war ein beidseitig angebundenes Ladegleis vorhanden, an das im Westen und Osten jeweils ein Stumpfgleis angeschlossen war. Das Ladegleis befand sich zwischen den Bahnsteigen und dem Empfangsgebäude und konnte auf ganzer Länge des ersten Zwischenbahnsteigs überschritten werden, während der zweite Zwischenbahnsteig nur über einen schmalen höhengleichen Übergang erreichbar war. Die Weichen wurden in den Anfangsjahren vor Ort durch Wechselwärter gestellt. 1891 nahmen die Königlich Bayerischen Staatsbahnen ein mechanisches Stellwerk in Betrieb.
1936 erweiterte die Deutsche Reichsbahn mit der Inbetriebnahme des Anschlussgleises die Gleisanlagen. Südlich der Bahnsteige kam ein viertes Gleis hinzu, das beidseitig angebunden war. Im Osten ist ein Stumpfgleis angeschlossen, im Westen setzt sich das Gleis im Anschlussgleis nach Penzing fort. Das Anschlussgleis verläuft über 1,3 Kilometer parallel zur Hauptbahn nach Westen, um dann nach Süden abzubiegen. Daher mussten die beiden Straßenunterführungen in diesem Bereich für das dritte Gleis verlängert werden. Im Zuge des Umbaus ersetzte die Deutsche Reichsbahn die Schüttbahnsteige des Bahnhofs durch befestigte Bahnsteige in gleicher Lage. Nach der Einstellung des Personenverkehrs 1985 wurden die Bahnsteige größtenteils abgetragen.
Ab 1979 wurden die Weichen und Signale des Bahnhofs durch ein Spurplandrucktastenstellwerk der Bauart Standard Elektrik Lorenz L 60 im Bahnhof Kaufering ferngestellt. Nach dem Ende des Güterverkehrs wurden die Weichen des Ladegleises entfernt und das Gleis dadurch stillgelegt. 2002 wurde das Gleis im Bereich des Empfangsgebäudes zusammen mit Resten des Bahnsteigs abgebaut. Reste des Ladegleises und des westlichen Stumpfgleises mit Weiche und Prellbock sind noch vorhanden. Heute bestehen die Gleisanlagen aus den beiden durchgehenden Hauptgleisen der Bahnstrecke München–Buchloe, zwischen denen keine Weichenverbindungen mehr existieren, und dem nur noch einseitig angebundenen Anschlussgleis zum Fliegerhorst mit Stumpfgleis. Die beiden Weichen des Anschlussgleises werden handbetrieben vor Ort gestellt.
Im Frühsommer 2025 wurde Weiche 5 – wie am 23. November 2023 von der DB InfraGO beim Eisenbahn-Bundesamt beantragt – zurückgebaut. Weiterhin beantragte die DB InfraGO den Rückbau der Weiche 12 des Gleisanschlusses für die Erneuerung der Eisenbahnüberführung über die Burgstallstraße.

## Verkehr

### Personenverkehr
Der Bahnhof Epfenhausen wurde ab 1873 von den Lokalzügen, später Personenzügen auf der Bahnstrecke München–Buchloe bedient. 1914 hielten in Epfenhausen sechs Zugpaare. Dabei fuhren drei Personenzüge von München nach Lindau und zwei von Lindau nach München, einer von München nach Kempten und zwei in der Gegenrichtung, zwei von München nach Buchloe und einer in der Gegenrichtung, sowie ein Zug von Kaufering nach München. Bis 1939 stieg die Zahl der Personenzugpaare auf neun an, von denen vier von München nach Kempten und fünf nach Buchloe fuhren. Im Zweiten Weltkrieg verringerten sich die Zugzahlen wieder, sodass 1944 noch sechs Zugpaare verkehrten.
1971 wurde der Bahnhof wieder täglich von zehn Zugpaaren bedient, wobei nicht mehr alle Nahverkehrszüge bis München durchgebunden wurden. Neben sieben Zugpaaren von München nach Buchloe, Kempten und Memmingen gab es ein Zugpaar von Geltendorf nach Kaufering, zwei von Geltendorf nach Landsberg und eines von Geltendorf nach Buchloe. In den 1960er und 1970er Jahren fand nichtöffentlicher Personenverkehr auf dem Anschlussgleis nach Penzing statt. Täglich fuhr ein Militärzug von Epfenhausen zum Fliegerhorst Landsberg/Lech, von 1969 bis 1975 wurde außerdem ein als Elo-Express bezeichneter Militärzug von Penzing über Epfenhausen zur Bunkeranlage in Kaufering eingesetzt. Die Leistungen wurden von Uerdinger Schienenbussen gefahren. Am 29. Mai 1985 stellte die Deutsche Bundesbahn den Personenverkehr am Bahnhof Epfenhausen ein.

### Güterverkehr
In den Anfangsjahren fand in Epfenhausen nur geringfügiger Güterverkehr statt. Am Güterschuppen wurden landwirtschaftliche Produkte, Vieh, Maschinen und Stückgut verladen. Mit dem Bau des Anschlussgleises stieg der Güterverkehr deutlich an. Ab 1936 transportierten Güterzüge Baumaterialien, Flugbenzin, Maschinen und Munition zum Fliegerhorst Penzing. Ab den 1970er Jahren ging mit zunehmendem Individualverkehr der Gütertransport in Epfenhausen zurück. Ende der 1980er Jahre endete mit dem Bau einer Pipeline der Transport von Flugbenzin zum Fliegerhorst. Seitdem wird das Anschlussgleis nur noch sporadisch im Güterverkehr bedient. 1994 stellte die Deutsche Bahn den örtlichen Güterverkehr vollständig ein.